# Granatstjärnan
Granatstjärnan, även kallad My Cephei (μ Cep) eller Erakis, är en stjärna i stjärnbilden Cepheus. 
Den namngavs Garnet star, granatstjärnan, av den tysk-brittiske astronomen Sir William Herschel, eftersom den tillhör spektraltypen M2Ia, och alltså är ovanligt röd, som en granat. Stjärnan är en av de större stjärnorna som man känner till, och den har cirka 1420 gånger större diameter än solen. 
My Cephei är en pulserande variabel stjärna som är prototypstjärna för gruppen av My Cephei-variabler. Dess skenbara magnitud växlar mellan +3,43 och +5,1 med en period på 835 dygn, och kan för det mesta urskiljas på natthimlen med blotta ögat. Jämfört med solen är Granatstjärnan 370 000 gånger ljusare. Den har en absolut magnitud på -7,63 (solen har som jämförelse +4,83). Stjärnan har en radie på 11 astronomiska enheter, vilket är ovanligt stort även för en röd jätte. Avståndet till stjärnan är ungefär 1800 pc, eller cirka 6000 ljusår.